# Río Lech
El río Lech (pronunciación en alemán: /lɛç/ⓘ) es un afluente derecho del río Danubio en Austria y Alemania. Con una longitud de 285 km, se origina en Vorarlberg, atraviesa el Tirol y desemboca en el Danubio en Baviera. Después de la frontera austro-alemana acoge al río Vils, se precipita en el «salto del río Lech» cerca de Füssen y atraviesa los estados federados de Baviera, Suabia y Alta Baviera. 
Las ciudades mayores a orillas del río Lech son Landsberg am Lech y Augsburgo, donde acoge al río Wertach. Finalmente desemboca en el Danubio cerca de Rain am Lech. Es el afluente alemán más importante del Danubio, después del río Eno.
El río tiene 30 centrales eléctricas y 24 embalses.

## Etimología
La palabra Lech proviene del latino licus y del celta Lik. Estas dos palabras significan «que fluye rápidamente» o bien «que es rico en piedras», lo que se puede ver todavía hoy. Otras formas son Licias, Licca o Lika.